# Stilbe albiflora
Stilbe albiflora är en tvåhjärtbladig växtart som beskrevs av Ernst Meyer. Stilbe albiflora ingår i släktet Stilbe och familjen Stilbaceae. Inga underarter finns listade i Catalogue of Life.